# Baragaon, Khanapur
Baragaon là một làng thuộc tehsil Khanapur, huyện Belgaum, bang Karnataka, Ấn Độ.